# Daisy Dussoix
Daisy Roulland-Dussoix, née Daisy Dussoix le 9 septembre 1936 à Genève et décédée le 5 janvier 2014 à Lancy, est une biologiste moléculaire et microbiologiste suisse renommée pour ses découvertes sur le phénomène de restriction-modification de l'ADN dans les années 1960. Avec ses recherches, elle a contribué aux découvertes qui ont fait obtenir à son directeur de thèse, Werner Arber, le prix Nobel de physiologie ou médecine en 1978 pour « la découverte des enzymes de restriction et leur application aux problèmes de génétique moléculaire. »

## Biographie
Après des études supérieures à l'école de commerce, Daisy Dussoix obtient en 1958 un diplôme en chimie et biologie de l'université de Genève, et débute en 1959 un doctorat dans l'Institut de biophysique de la Faculté de sciences de l'université de Genève, sous la codirection de Werner Arber et d'Eduard Kellenberger (de).
Sur la base des recherches de Grete Kellenberger, qui avait démontré que l'ADN de bactériophages irradiés était dégradé après injection dans un hôte, Daisy Dussoix et Werner Arber démontrent que l'ADN injecté qui a subi la modification de restriction dépendante de l'hôte est aussi dégradé. Ces résultats sont présentés au premier Congrès international de biophysique à Stockholm en 1961, et publiés dans deux articles en 1962,. Ces deux articles posent les bases pour la découverte des enzymes de restriction, car l'hypothèse qu'un enzyme de la bactérie hôte coupe l'ADN du bactériophage sur des sites spécifiques, et que l'ADN de l'hôte est protégé par une modification chimique (méthylation) sera confirmé par les recherches de Urs Kuhnlein, Hamilton Smith et Daniel Nathans. Daisy Dussoix obtient son doctorat en 1964, mais ce ne sont pas les deux publications fondamentales de 1962, ni une autre au même sujet de 1963 qui sont incluses dans sa thèse de Doctorat publiée en 1967, mais plutôt un article de 1965 avec Arber, qui est la continuation des articles de 1962 et un article de 1967 sur la dégradation de l'ADN de bactériophage à la suite de l'irradiation.
En 1964, Daisy Dussoix obtient une bourse post-doctorat Jane Coffin Childs (en) et part travailler aux États-Unis dans le laboratoire de Robert Lehman (en) à l'université Stanford à Palo Alto, en Californie.
En 1964, elle se marie avec Daniel Roulland, chef du restaurant L'Étoile de San Francisco, et signe ensuite ses articles sous le nom Roulland-Dussoix. Daisy Roulland-Dussoix accepte par la suite un poste post-doctoral dans le laboratoire de Herbert Boyer à la Faculté de médecine de l'université de Californie à San Francisco (UCSF), où elle travaille sur la restriction et modification de l'ADN et elle est promue comme professeure assistante. Cinq publications,,,, seront issues des recherches de Daisy Roulland-Dussoix à l'UCSF, avant son départ pour l'université de Californie à Berkeley. Au début des années 1980, Daisy Roulland-Dussoix retourne en Europe, et travaille à l'Institut Pasteur de Paris, ou elle est nommée chef du laboratoire des mycoplasmes en 1980, dans l'unité d'oncologie virale de Luc Montagnier. Les publications des dernières années d'activité de Daisy Roulland-Dussoix en tant que cheffe de groupe sont centrées sur la caractérisation génétique et moléculaire et le développement de méthodes de détection du mycobacterium et de mycoplasmes.
En 1996, Daisy Roulland-Dussoix contracte le paludisme, et sa santé est durablement atteinte par ses séquelles neurologiques. En 2006, après le décès de son mari, elle est rapatriée par sa famille à Genève, où elle décède en 2014.

## Contribution aux travaux de prix Nobel
Daisy Roulland-Dussoix a été la principale collaboratrice, en tant que doctorante, de Werner Arber en 1960-1964. Avec Werner Arber, Daisy Dussoix a publié des articles sur les phénomènes de restriction-modification contrôlés par des hôtes spécifiques, articles qui ont posé les bases pour la découverte des enzymes de restriction. Ces découvertes ont contribué à l'attribution du prix Nobel 1978 à Werner Arber.
Daisy Roulland-Dussoix a également contribué, comme co-autrice, à un article publié en 1978, du groupe des prix Nobel Harold Varmus et J. Michael Bishop, qui démontre que l'ARN du virus de sarcome aviaire src est présent dans des cellules non-infectées. Harold Varmus et J. Michael Bishop ont reçu le prix Nobel de Physiologie et Médecine en 1989 grâce à leur découverte sur « l'origine cellulaire des oncogènes retroviraux ».
En 2006, après le décès de la généticienne Esther Lederberg, le microbiologiste Stanley Falkow (en) prononce un discours d'éloge funèbre, dans lequel il dit que Daisy Roulland-Dussoix est mentionnée comme une des trois femmes (avec Esther Lederberg et Martha Chase) qui ont travaillé en équipe et participé à d'importantes découvertes scientifiques, pour lesquelles seul le coéquipier masculin (Joshua Lederberg, Alfred Hershey, et Werner Arber) a été crédité de la découverte, récompensée plus tard par un prix Nobel.
Daisy Roulland-Dussoix est aussi mentionnée dans le site d'Esther Lederberg parmi les femmes qui dans les millénaires ont combattu la discrimination de genre pour affirmer leurs capacités professionnelles et accomplir des résultats importants, en dépit des stéréotypes de la société et des enseignements de leur famille et de leur religion.

## Publications
- (en) A Labidi, HL David et D Roulland-Dussoix, « Restriction endonuclease mapping and cloning of Mycobacterium fortuitum var. fortuitum plasmid pAL5000 », Ann Inst Pasteur Microbiol., vol. 136B, no 2,‎ septembre-octobre 1985, p. 209-215 (PMID 3002238)
- (en) Lazraq, R., Clavel-Seres, David, H.L. et Roulland-Dussoix, D., « Conjugative transfer of a shuttle plasmid from Escherichia coli to Mycobacterium smegmatis [corrected] », FEMS Microbiol Lett, vol. 57,‎ 1990, p. 135-138
- (en) Dussurget, O et Roulland-Dussoix, D., « Rapid, sensitive PCR-based detection of mycoplasmas in simulated samples of animal sera. », Appl Environ Microbiol, vol. 60,‎ 1994, p. 953-959
- (en) Rawadi, G., Lalanne, J.L. et Roulland-Dussoix, D., « Cloning and characterization of the lipase operon from Mycoplasma mycoides subspecies mycoides LC. », Gene, vol. 158,‎ 1995, p. 107-111
- (en) Rawadi, G., Lemercier, B. et Roulland-Dussoix, D., « Application of an arbitrarily-primed polymerase chain reaction to mycoplasma identification and typing within the Mycoplasma mycoides cluster. », J Appl Bacteriol, vol. 78,‎ 1995, p. 586-592
- (en) Rawadi, G., Dujeancourt-Henry, A., Lemercier, B. et Roulland-Dussoix, D., « Phylogenetic position of rare human mycoplasmas, Mycoplasma faucium, M. buccale, M. primatum and M. spermatophilum, based on 16S rRNA gene sequences. », Int J Syst Bacteriol, vol. 48,‎ 1998, p. 305-309